# حداثا
حداثا هي إحدى القرى اللبنانية من قرى قضاء بنت جبيل في محافظة النبطية.
تبعد حداثا 115 كلم (71.461 ميل) عن بيروت عاصمة لبنان. ترتفع 760 م (2493.56 قدم - 831.136 ياردة) عن سطح البحر وتمتد على مساحة 643 هكتاراً (6.43 كلم²- 2.48198 ميل²).

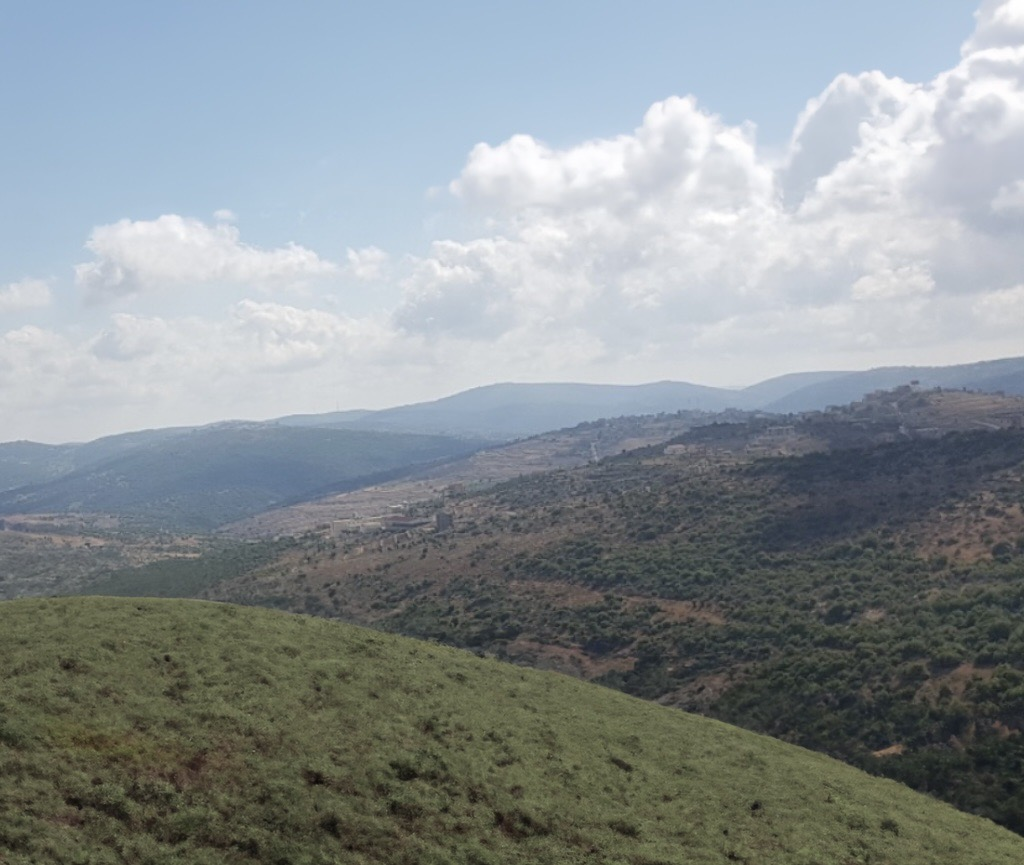
تلال في قرية حداثا.

## علماء حداثا
- الشيخ (محمد علي) بن (عبد اللطيف) آل ناصر: ولد في حداثا وهاجر إلى النجف، ثم عاد وعُيّن قاضيا شرعيا في صيدا وبقي فيها حتى وفاته. كان شاعرا مجيدا وله ديوان غير مطبوع.[3]

## وصلات خارجية
الموقع الرسمي للبلدة